# Silvio Savelli
Silvio Savelli (* 21. Juli 1550 in Ariccia; † 22. Januar 1599 ebenda) war ein italienischer Kardinal der Römischen Kirche.

## Leben
Savelli war der Sohn von Camillo Savelli, signore di Ariccia, und dessen Ehefrau Isabella Orsini. Aus der Familie Savelli stammten Papst Honorius IV. sowie die Kardinäle Bertrando Savelli, Giovanni Battista Savelli, Giacomo Savelli, Giulio Savelli, Fabrizio Savelli und Paolo Savelli.
Nach einem Studium der Rechte, das er mit der Promotion abschloss, wurde Savelli päpstlicher Kammerherr. Am 18. Oktober 1578 wurde er zum Kanoniker der Vatikanbasilika berufen.
Silvio Savelli wurde am 26. Januar 1582 zum Erzbischof von Rossano ernannt, was er bis 1589 blieb. Die Bischofsweihe spendete ihm am 28. Januar 1582 in der Cappella Paolina Giovanni Antonio Fachinetti, Lateinischer (Titular-)Patriarch von Jerusalem; Mitkonsekratoren waren Giovanni Fieschi, ehemaliger Bischof von Savona, und Alessandro Musotti, Bischof von Imola. Von August 1592 bis Februar 1594 war er Vize-Legat in Avignon.

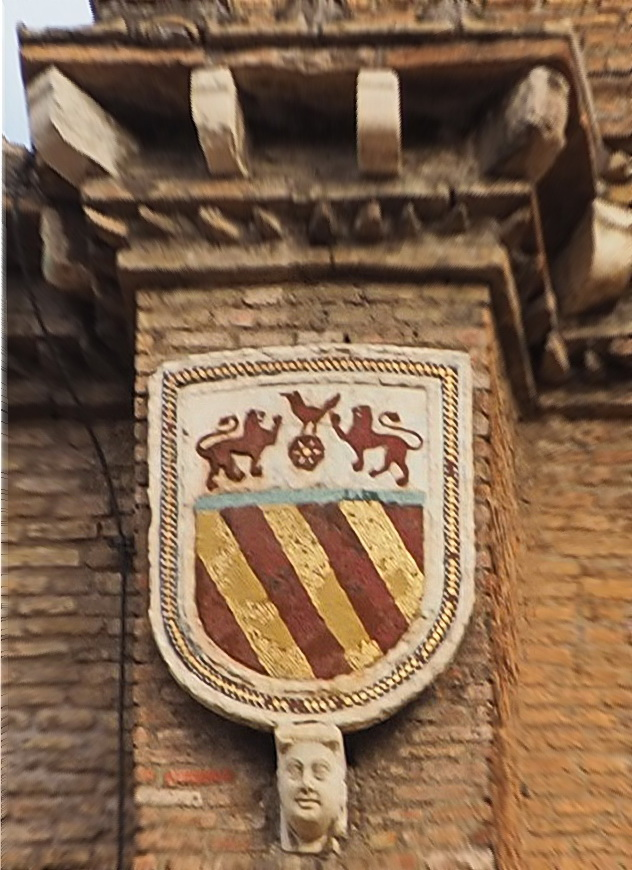
Wappen der Familie Savelli (an Santa Maria in Aracoeli, Rom)

Seit dem 28. März 1594 war Savelli Titular-Patriarch von Konstantinopel und wurde am 5. Juni 1596 von Papst Clemens VIII. zum Kardinal erhoben. Am 21. Juni 1596 wurde er Kardinalpriester der Titelkirche Santa Maria in Via Lata.
Silvio Savelli starb am 22. Januar 1599 in seinem Geburtsort Ariccia an „einer plötzlichen Erkrankung“ (un’improvviso malore) und wurde nach Rom überführt, wo er in der Kirche Santa Maria in Aracoeli im Grab seiner Vorfahren beigesetzt wurde.